# Salmo platycephalus

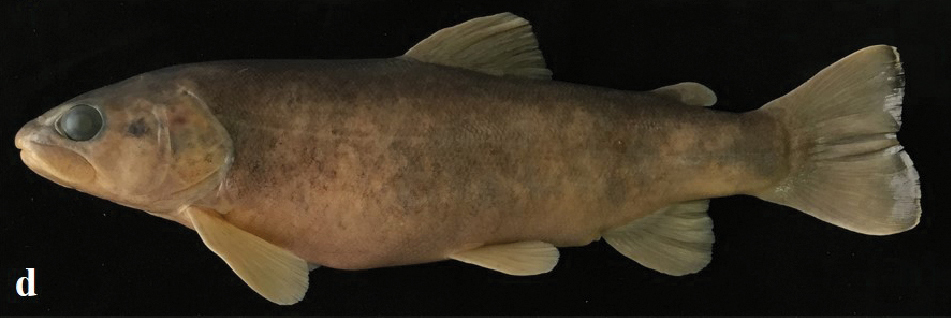
Salmo platycephalus Salmonidae

Salmo platycephalus é uma espécie de peixe da família Salmonidae.
É endémica de Turquia.
Os seus habitats naturais são: rios.
Está ameaçada por perda de habitat.